# Tenaha
Tenaha és una població dels Estats Units a l'estat de Texas. Segons el cens del 2000 tenia 1.046 habitants.

## Demografia
Segons el cens del 2000, Tenaha tenia 1.046 habitants, 402 habitatges, i 281 famílies. La densitat de població era de 102,2 habitants per km².
Dels 402 habitatges en un 37,8% hi vivien nens de menys de 18 anys, en un 42,3% hi vivien parelles casades, en un 22,6% dones solteres, i en un 29,9% no eren unitats familiars. En el 27,1% dels habitatges hi vivien persones soles el 13,2% de les quals corresponia a persones de 65 anys o més que vivien soles. El nombre mitjà de persones vivint en cada habitatge era de 2,6 i el nombre mitjà de persones que vivien en cada família era de 3,15.
Per edats la població es repartia de la següent manera: un 32,2% tenia menys de 18 anys, un 8,7% entre 18 i 24, un 26,7% entre 25 i 44, un 20,7% de 45 a 60 i un 11,8% 65 anys o més.
L'edat mediana era de 32 anys. Per cada 100 dones de 18 o més anys hi havia 80,4 homes.
La renda mediana per habitatge era de 18.807 $ i la renda mediana per família de 22.885 $. Els homes tenien una renda mediana de 22.188 $ mentre que les dones 16.667 $. La renda per capita de la població era de 10.892 $. Aproximadament el 36% de les famílies i el 40,4% de la població estaven per davall del llindar de pobresa.

## Poblacions més properes
El següent diagrama mostra les poblacions més properes.